# Церква святого апостола і євангеліста Іоана Богослова (Білокриниця)
Церква святого апостола і євангеліста Іоана Богослова в Білокриниці — парафія і храм 2-го Кременецького благочиння Тернопільської єпархії Православної церкви України в селі Білокриниця Кременецький району Тернопільської области.

## Історія церкви
Білокриницький дерев'яний храм був зведений у 1728 році та освячений на честь святого апостола і євангеліста Іоана Богослова. У 1890 році поруч зі старою церквою збудували нову, кам'яну.
Нову споруду звели на кошти парафіян і власника маєтку Олександра Вороніна, якого поховано у вівтарній частині храму. Церква не зазнавала гонінь.

## Парохи
- о. Ілля Шумський,
- о. Микола Дем'янчук (1990-2021)